# Namugoyi
Namugoyi är ett vattendrag i Burundi.   Det ligger i provinsen Ngozi, i den norra delen av landet, 90 km nordost om huvudstaden Bujumbura.
Omgivningarna runt Namugoyi är huvudsakligen savann. Runt Namugoyi är det tätbefolkat, med 427 invånare per kvadratkilometer.